# Copa de División Menor de Chipre
La Copa de División Menor de Chipre es un torneo de fútbol a nivel de clubes en Chipre en donde participan usualmente los equipos participantes de la Tercera División de Chipre y los equipos de la División Élite STOK, la liga de cuarta división que reemplaza a la Cuarta División de Chipre desde 2015.

## Historia
El torneo fue creado en el año 2008 y es organizado por la Asociación de Fútbol de Chipre y patrocinado por la empresa Coca-Cola; y la cantidad de participantes no está definida porque en cada edición la cantidad varía cada año.
La copa se juega bajo el formato de eliminación directa, donde en las primeras dos rondas se juega bajo el sistema de partido único (eliminación a un juego) y desde los cuartos de final se juega a serie ida y vuelta hasta que en la final se juega a un partido a sede neutral. Los equipos que llegan a la final reciben un premio monetario por parte de la Asociación de Fútbol de Chipre.

## Ediciones anteriores
| Temporada | Campeón                                         | Resultado      | Finalista              | Sede                             |
| --------- | ----------------------------------------------- | -------------- | ---------------------- | -------------------------------- |
| 2008–09   | Elpida Xylofagou                                | 2–1 (aet)      | Digenis Oroklinis      | Dasaki Stadium                   |
| 2009–10   | Chalkanoras Idaliou                             | 1–0            | AEK Kouklia            | Geroskipou Stadium               |
| 2010–11   | Ethnikos Assia                                  | 1–0            | ENAD Polis Chrysochous | GSP Stadium                      |
| 2011–12   | Digenis Morphou                                 | 2–1 (aet)      | AEK Kouklia            | Parekklisia Stadium              |
| 2012–13   | THOI Lakatamia                                  | 1–0            | ENAD Polis Chrysochous | Polis Chrysochous Stadium        |
| 2013–14   | Adonis Idaliou                                  | 2–0            | Elpida Xylofagou       | Dasaki Stadium                   |
| 2014–15   | Akritas Chlorakas                               | 1–0            | PAEEK                  | Geroskipou Stadium               |
| 2015–16   | Alki Oroklini                                   | 2–1            | PO Xylotympou          | Dasaki Stadium                   |
| 2016–17   | P.O. Xylotympou                                 | 2–1            | Ethnikos Latsion       | AEK Arena - Georgios Karapatakis |
| 2017–18   | Onisilos Sotira                                 | 2–2 (4–2 pen.) | Akritas Chlorakas      | AEK Arena - Georgios Karapatakis |
| 2018–19   | Digenis Morphou                                 | 3–1            | Olympias Lympion       | AEK Arena - Georgios Karapatakis |
|           | No disputada por Pandemia de COVID-19 en Chipre |                |                        |                                  |
| 2021–22   | ΕΝΥ - Digenis Ypsonas                           | 4–1            | Ethnikos Assia         | Estadio Dasaki                   |

## Títulos por Equipo
| Club                   | Títulos | Finalista | Años Campeón     |
| ---------------------- | ------- | --------- | ---------------- |
| Digenis Morphou        | 2       | 0         | 2011–12, 2018–19 |
| Elpida Xylofagou       | 1       | 1         | 2008–09          |
| PO Xylotympou          | 1       | 1         | 2016–17          |
| Chalkanoras Idaliou    | 1       | 0         | 2009–10          |
| Ethnikos Assia         | 1       | 0         | 2010–11          |
| THOI Lakatamia         | 1       | 0         | 2012–13          |
| Adonis Idaliou         | 1       | 0         | 2013–14          |
| Akritas Chlorakas      | 1       | 0         | 2014–15          |
| Alki Oroklini          | 1       | 0         | 2015–16          |
| Onisilos Sotira        | 1       | 0         | 2017–18          |
| ΕΝΥ - Digenis Ypsonas  | 1       | 0         | 2021–22          |
| AEK Kouklia            | 0       | 2         | ---              |
| ENAD Polis Chrysochous | 0       | 2         | ---              |
| Digenis Oroklinis      | 0       | 1         | ---              |
| PAEEK                  | 0       | 1         | ---              |